# Auwalu Ali Malam
Auwalu Ali Malam (* 6. Juni 2001) ist ein nigerianischer Fußballspieler.

## Karriere
Auwalu Ali Malam steht seit 2018 bei Kano Pillars unter Vertrag. Der Verein aus Kano spielte in der ersten nigerianischen Liga, der Nigeria Professional Football League. 2019 gewann er mit dem Verein den Nigeria FA Cup. Von August 2021 bis März 2022 wurde er an den Ligakonkurrenten Rivers United FC ausgeliehen. Für den Klub aus Port Harcourt absolvierte er zwei Ligaspiele. Am Ende der Saison 2021/22 musste er mit den Pillars in die zweite Liga absteigen. Für Kano bestritt er 76 Erstligaspiele und schoss dabei 25 Tore.

## Erfolge
Kano Pillars
- Nigeria FA Cup: 2019